# 官設鉄道芦屋川隧道跡
官設鉄道芦屋川隧道跡（かんせつてつどうあしやがわずいどうあと）は、兵庫県芦屋市月若町・松ノ内町間にある天井川トンネルの跡。大阪 - 神戸間の官設鉄道の開通に向け、芦屋川の下に路線を通すために煉瓦と花崗岩で造られた。トンネルは現在解体され、芦屋川跨線水路橋に改築されている。

## トンネル開通の背景
新橋 - 横浜間の鉄道開通に続き、大阪 - 神戸間の鉄道建設が計画された。当初の計画では、浜手側に路線を走らせる予定であったが、灘の酒蔵より汽車の黒煙で酒が腐るというクレームが入ったため、予定を変更して山麓を通る路線に変更することになった。

## 計画
芦屋川は、土砂がたまって周囲よりも高い場所を流れる天井川であり、また、当時の汽車の馬力では、周囲より高い傾斜が登れなかったため、川底トンネルとせざるを得なかった。

## 着工
トンネルは1871年（明治4年）5月に着工、1874年（明治7年）3月に竣工し、石屋川隧道、住吉川隧道に続いて完成し、日本で初の複線断面鉄道トンネルとして建設された。

## 開通
大阪 - 神戸間の官設鉄道は、日本で2番目の鉄道路線として1874年（明治7年）5月11日に開業した。完成したトンネルは煉瓦の構成や建築技術が評価され、イギリスの新聞にもイラストが掲載された。

## 隧道の解体とその後
1920年（大正9年）、トンネルは複々線化工事のため解体され、芦屋川跨線水路橋に改築され現在に至る。現在は、JR東海道本線（JR神戸線）として利用されている。線路北側の斜面には、芦屋川隧道が解体されたものと思われる煉瓦構造物の破片が多数埋め込まれている。

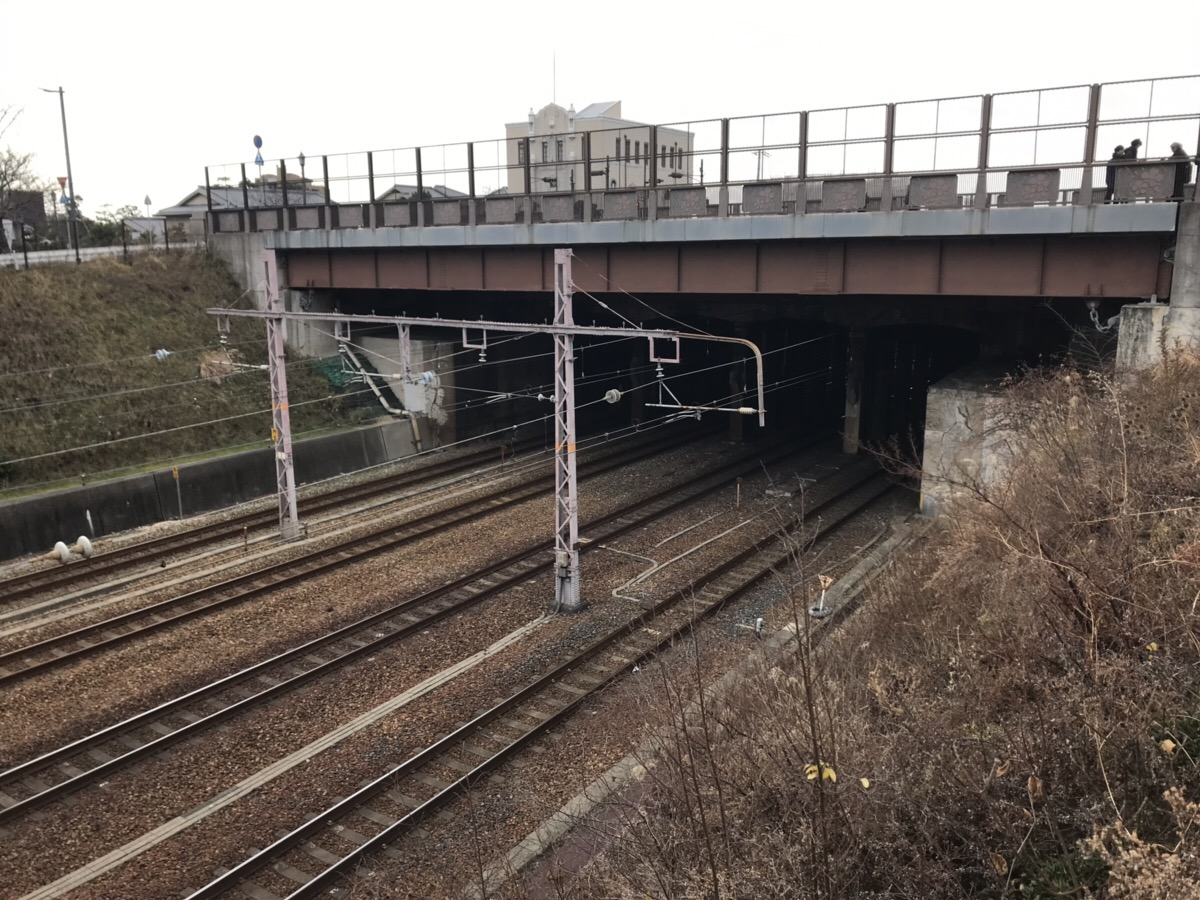
芦屋川跨線水路橋について芦屋駅方面から撮影。（2019年1月撮影）
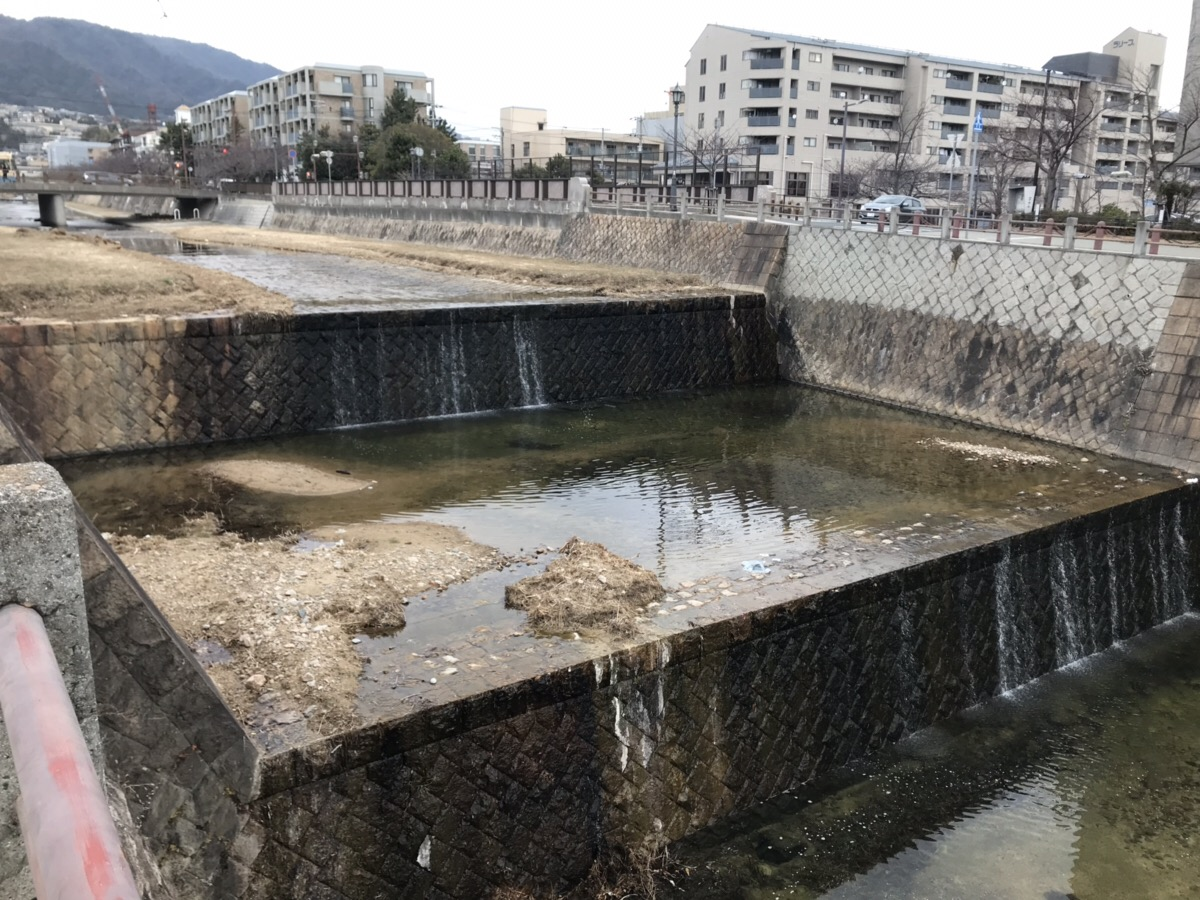
芦屋川跨線水路橋の上から芦屋川を南方より撮影。（2019年1月撮影）
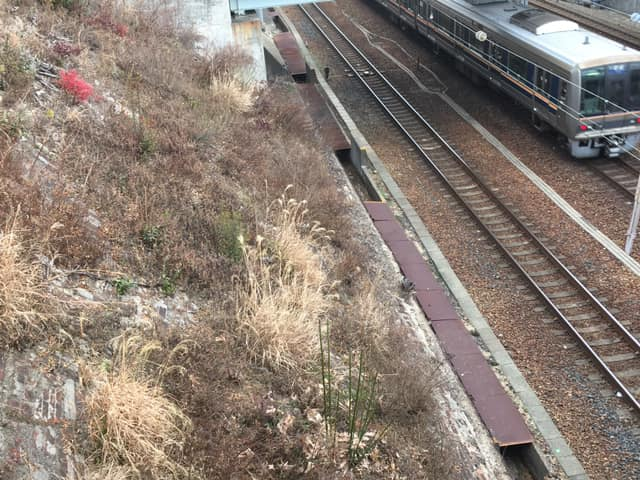
芦屋川跨線水路橋の上から東向きに線路北側斜面を撮影。（2019年1月撮影）
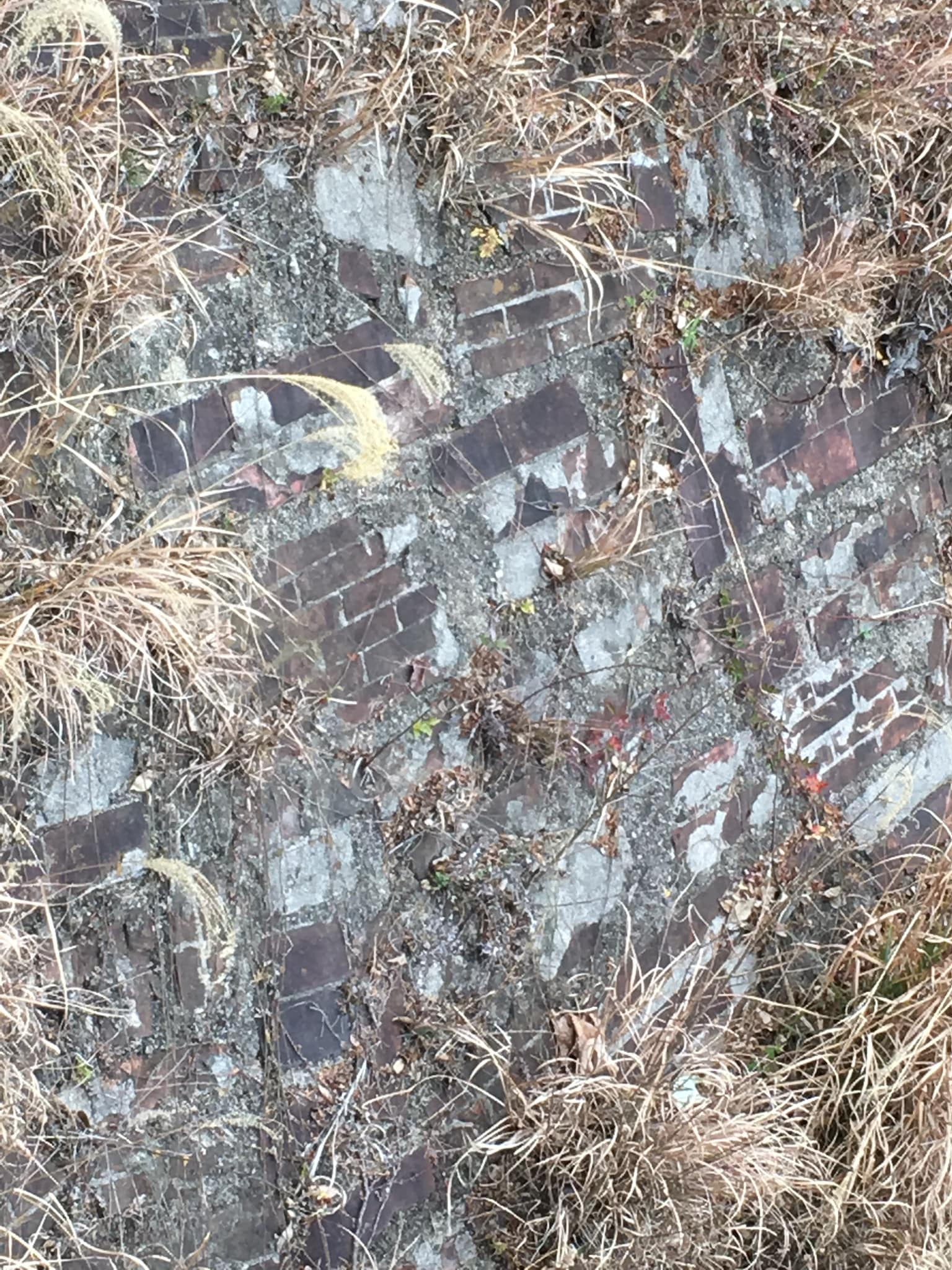
芦屋川跨線水路橋の上から東向きに線路北側斜面を拡大して撮影。（2019年1月撮影）